# Jasynowe (obwód kirowohradzki)
Jasynowe (ukr. Ясинове) – wieś na Ukrainie, w obwodzie kirowohradzkim, w rejonie kropywnyckim, w hromadzie Ołeksandriwka. W 2001 liczyła 394 mieszkańców, spośród których 360 wskazało jako ojczysty język ukraiński, 30 rosyjski, 1 mołdawski, 1 białoruski, 1 ormiański, a 1 inny.